# ساول مندوزا
ساول مندوزا (بالإسبانية: Saúl Mendoza) هو منافس ألعاب قوى مكسيكي، ولد في 6 يناير 1967 في سيلايا في المكسيك.

## وصلات خارجية
- ساول مندوزا على موقع أوليمبيديا (الإنجليزية)

- الموقع الرسمي